# Nitscha
Nitscha är en ort i kommunen Gleisdorf i distriktet Weiz i förbundslandet Steiermark i Österrike. Nitscha var tidigare en självständig kommun, men blev den 1 januari 2015 en del av kommunen Gleisdorf.
Kommunen bestod av fyra orter (Ortschaften) (inom parentes invånarantal 1 januari 2024):
- Arnwiesen (205)
- Gamling (243)
- Kaltenbrunn (420)
- Nitscha (791)